# St.-Helena-Riesenohrwurm
Der St.-Helena-Riesenohrwurm (Labidura herculeana), auch als St.-Helena-Ohrwurm bezeichnet, ist eine höchstwahrscheinlich ausgestorbene Ohrwurmart, die auf der abgeschiedenen Insel St. Helena im Zentralatlantik vorkam. Er wurde 1798 vom dänischen Zoologen Johann Christian Fabricius entdeckt und beschrieben. Seit 1967 wurde er nicht mehr nachgewiesen. Dennoch hegen zahlreiche Wissenschaftler die Hoffnung, dass das betreffende Individuum möglicherweise weiterhin in einigen abgelegenen Gegenden von St. Helena existiert.

## Beschreibung
Der St.-Helena-Riesenohrwurm war der größte Ohrwurm der Welt. Er wurde bis zu 84 mm lang. Davon entfielen 50 mm auf die Körperlänge und 34 mm auf die Länge der Greifzangen. Der Körper war glänzend schwarz mit rötlichen Beinen sowie kurzen Deckflügeln. Die Hinterflügel fehlten. Die Art hatte große morphologische Ähnlichkeit mit dem nur 28 mm langen Sandohrwurm (Labidura riparia), der ebenfalls auf St. Helena vorkommt.

## Lebensweise
Labidura herculeana bewohnte tiefe Erdhöhlen, die er nur nachts oder bei Regen verließ. Seine Nahrung bestand vermutlich aus Pflanzen. Zu seinen Fressfeinden zählten vermutlich der ausgestorbene St.-Helena-Wiedehopf (Upupa antaios) sowie eingeschleppte Mäuse und Ratten.

## Verbreitung und Lebensraum
Der St.-Helena-Riesenohrwurm lebte in Flachlandgebieten, in „Gumwood Tree“-Wäldern oder in Seevogelkolonien auf Geröllplätzen. Vorkommen sind von Horse Point und Prosperous Bay sowie von der Eastern Arid Area auf St. Helena bekannt.

## Status
Der St.-Helena-Riesenohrwurm wurde lange Zeit von der Wissenschaft ignoriert. 1913 sammelte der französische Naturforscher Guy Babault das zweite Exemplar (nach dem Typusexemplar von 1798), welches sich heute im Muséum national d’histoire naturelle in Paris befindet. Anschließend geriet die Art erneut in Vergessenheit, bis die britischen Ornithologen Douglas Dorward und Philip Ashmole im Jahre 1962 auf der Suche nach Vogelknochen in der Prosperous Bay einige enorme Greifzangen fanden. Der Zoologe Arthur Loveridge bestätigte später, dass diese Greifzangen zu einem riesigen Ohrwurm gehörten.
1965 entdeckte eine belgische Expedition in einem kleinen Areal in der Gegend von Horse Point im Nordosten von St. Helena lebende Individuen. Bis 1967 wurden etwa 40 Exemplare gesammelt, seitdem gilt die Art als verschollen. Vermutlich hat die Verfolgung durch Mäuse und Ratten, die Zerstörung der „Gumwood Tree“-Wälder sowie die Konkurrenz mit dem eingeschleppten Hundertfüßer Scolopendra morsitans zu seinem Verschwinden beigetragen.
Suchexpeditionen des Londoner Zoos in den Jahren 1988 und 1993 sowie weitere Suchen im Jahr 2003 durch Philip Ashmole und 2006 durch Howard Mendel blieben ohne Erfolg. 1995 wurde in der Prosperous Bay die subfossile Greifzange eines Weibchens gefunden.
Im November 2005 wurde in der Presse der Bau eines Flughafens auf St. Helena angekündigt. Daraufhin sprachen sich viele Wissenschaftler dafür aus, auf den Flughafenbau zu verzichten, weil dadurch viele endemische Tierarten ausgelöscht werden könnten, darunter der St.-Helena-Riesenohrwurm, sofern er überhaupt noch existiert. 2007 sprachen sich 3800 Bewohner von St. Helena in einem Referendum für den Flughafen aus, dessen Zulassung im Mai 2016 erfolgte.
2014 wurde der St.-Helena-Riesenohrwurm von der IUCN offiziell für „ausgestorben“ (extinct) erklärt.